# بيتر فرهوفن
بيتر فرهوفن (بالإنجليزية: Peter Verhoeven)‏ مواليد 15 فبراير 1959 في هانفورد، هو لاعب كرة سلة أمريكي معتزل. بدأ مسيرته الاحترافية في سنة 1981. تم اختياره من قبل فريق بورتلاند ترايل بلايزرز خلال الدرافت. يبلغ طوله 6 قدم 9 بوصة (2.1 م). اعتزل اللعب في 1989.

## المسيرة الاحترافية
لعب مع بورتلاند ترايل بلايزرز من سنة 1981 إلى 1984، ثم لعب مع سكرامنتو كينغز في موسم 1984–1985، ثم لعب مع غولدن ستايت ووريورز في موسم 1985–1986، ثم لعب مع إنديانا بايسرز في موسم 1986–1987.

## روابط خارجية
- بيتر فرهوفن على موقع إن بي أي (الإنجليزية)
- بيتر فرهوفن على موقع سبورتس رفرنس (الإنجليزية)
- بيتر فرهوفن على موقع الدوري الإسباني لكرة السلة (الإسبانية)
- بيتر فرهوفن على موقع كلية كرة السلة في سبورتس رفرنس.كوم (الإنجليزية)
- بيتر فرهوفن على موقع ريلجم (الإنجليزية)
- بيتر فرهوفن على موقع بروبوليرز (الإنجليزية)
- بيتر فرهوفن على موقع سبورتس رفرنس (الإنجليزية)